# Kajetan Szmyt
Kajetan Szmyt (Poznan, Polonia, 29 de mayo de 2002) es un futbolista polaco que juega como delantero en el Zagłębie Lubin de la Ekstraklasa.

## Estadísticas

### Clubes
Actualizado al último partido disputado el 11 de noviembre de 2022.
| Club                       | Div.          | Temporada     | Liga  | Liga  | Copas nacionales | Copas nacionales | Copas internacionales | Copas internacionales | Total | Total |
| Club                       | Div.          | Temporada     | Part. | Goles | Part.            | Goles            | Part.                 | Goles                 | Part. | Goles |
| -------------------------- | ------------- | ------------- | ----- | ----- | ---------------- | ---------------- | --------------------- | --------------------- | ----- | ----- |
| Warta Poznań · Polonia     | 2.ª           | 2018-19       | 2     | 0     | 0                | 0                | ―                     | ―                     | 2     | 0     |
| Warta Poznań · Polonia     | 2.ª           | 2019-20       | 1     | 0     | 0                | 0                | ―                     | ―                     | 1     | 0     |
| Górnik Polkowice · Polonia | 3.ª           | 2019-20       | 7     | 0     | 0                | 0                | ―                     | ―                     | 7     | 0     |
| Warta Poznań · Polonia     | 1.ª           | 2020-21       | 6     | 0     | 2                | 0                | ―                     | ―                     | 8     | 0     |
| Nielba Wągrowiec · Polonia | 4.ª           | 2020-21       | 13    | 0     | 0                | 0                | ―                     | ―                     | 13    | 0     |
| Nielba Wągrowiec · Polonia | Total club    | Total club    | 13    | 0     | 0                | 0                | 0                     | 0                     | 13    | 0     |
| Górnik Polkowice · Polonia | 2.ª           | 2021-22       | 17    | 2     | 1                | 0                | ―                     | ―                     | 18    | 2     |
| Górnik Polkowice · Polonia | Total club    | Total club    | 24    | 2     | 1                | 0                | 0                     | 0                     | 25    | 2     |
| Warta Poznań · Polonia     | 1.ª           | 2021-22       | 6     | 0     | 0                | 0                | ―                     | ―                     | 6     | 0     |
| Warta Poznań · Polonia     | 1.ª           | 2022-23       | 15    | 0     | 2                | 0                | ―                     | ―                     | 17    | 0     |
| Warta Poznań · Polonia     | Total club    | Total club    | 30    | 0     | 4                | 0                | 0                     | 0                     | 34    | 0     |
| Total carrera              | Total carrera | Total carrera | 67    | 2     | 5                | 0                | 0                     | 0                     | 72    | 2     |